# Fairbury, Illinois
Fairbury là một thành phố thuộc quận Livingston, tiểu bang Illinois, Hoa Kỳ. Năm 2010, dân số của thành phố này là 3757 người.

## Dân số
Dân số qua các năm:
- Năm 2000: 3968 người.
- Năm 2010: 3757 người.